# Amt Aldekerk
Das Amt Aldekerk war bis 1969 ein Amt im Kreis Geldern in der preußischen Rheinprovinz und in Nordrhein-Westfalen. Es ging aus der Bürgermeisterei Aldekerk  hervor. Sein Gebiet gehört heute zur Gemeinde Kerken im nordrhein-westfälischen Kreis Kleve.

## Bürgermeisterei Aldekerk
Der Raum Aldekerk gehörte bis 1713 zum Herzogtum Geldern und kam dann zu Preußen. Von 1798 bis 1814 stand der linke Niederrhein unter französischer Herrschaft. Während dieser Zeit wurde in Aldekerk nach französischem Vorbild eine Mairie eingerichtet, die zum Kanton Kempen im Arrondissement Krefeld des Rur-Departements gehörte. Nachdem 1814 der gesamte Niederrhein auf dem Wiener Kongress dem Königreich Preußen zugeschlagen wurde, kam die Gegend 1816 zum neuen Kreis Geldern in der Provinz Jülich-Kleve-Berg, der späteren Rheinprovinz. Aus der Mairie Aldekerk der Franzosenzeit wurde die preußische Bürgermeisterei Aldekerk.
Zur Bürgermeisterei Aldekerk gehörten die beiden Landgemeinden Aldekerk und Stenden.

## Amt Aldekerk
Am Ende des Jahres 1927 wurde die Bezeichnung aller rheinischen Landbürgermeistereien in „Amt“ geändert. Die Bürgermeisterei Aldekerk hieß seitdem Amt Aldekerk.
1890 wurde an der Aldekerkener Marktstraße ein Rathaus gebaut, das 1970 abgerissen wurde.
Am 1. Juli 1969 wurde das Amt Aldekerk durch das Gesetz zur Neugliederung des Landkreises Geldern aufgelöst. Seine beiden Gemeinden Aldekerk und Stenden wurden Teil der neuen Gemeinde Kerken, die seit 1975 zum Kreis Kleve gehört.

## Einwohnerentwicklung
| Jahr | Einwohner | Quelle |
| ---- | --------- | ------ |
| 1828 | 1876      | [ 6 ]  |
| 1871 | 2547      | [ 7 ]  |
| 1885 | 2604      | [ 8 ]  |
| 1895 | 2513      | [ 9 ]  |
| 1905 | 2698      | [ 10 ] |
| 1910 | 2683      | [ 11 ] |
| 1933 | 3055      | [ 12 ] |
| 1939 | 2923      | [ 12 ] |
| 1950 | 3804      | [ 13 ] |
| 1961 | 3866      | [ 14 ] |